# Super Real Mahjong PV
Super Real Mahjong PV (スーパーリアル麻雀PV?) es un videojuego de mahjong que fue lanzado para las máquinas recreativas en noviembre de 1994 solo en la región de Japón y fue desarrollado y publicado por Seta. Es el quinto juego de la serie Super Real Mahjong. El juego fue porteado para TurboGrafx-CD, Sega Saturn, 3DO, Super Nintendo como Super Real Mahjong PV: Paradise en 1995, y PC-FX en 1996, y fue relanzado para Nintendo Switch en 14 de marzo de 2019.

## Otros Medios
Estos son los Otros Medios basada en el quinto juego de la serie:

### Radionovela
- Memories: Super Real Mahjong PV (メモリーズ : スーパーリアル麻雀PⅤ?), es un CD de Radionovela basada en el quinto juego de la serie, que fue lanzado en febrero de 1996 por JVC.

### Manga
- Un manga titulado Super Real Mahjong PV Paradise: Ourusuta 4-ri Uchi (スーパーリアル麻雀PVパラダイス〜オールスター4人打ち?), fue lanzado en diciembre de 1995, por Softbank Comics, que fue parte de la colección Super Game Comic Anthology.

- Un manga titulado Pastel Diary: Super Real Mahjong PV (パステルDiary-スーパーリアル麻雀PV-?), fue lanzado de marzo de 1995 al enero de 1996 escrito por Hiroki Mizukami, que fue parte de la colección Gamest Comics.

- Datos: Q85878019